# Château de Schaloen
Le château de Schaloen (parfois Chaloen) est un château néerlandais, situé à Oud-Valkenburg dans la partie méridionale du Limbourg néerlandais.
La première mention du château de Schaloen date de 1381. Le château a été détruit en grande partie lors de la Guerre de Quatre-Vingts Ans, puis reconstruit en 1656. En 1894, le château a été restauré par l'architecte Pierre Cuypers dans le style néogothique. Le château est entièrement construit en marne.

## Localisation
Le château est situé dans la prairie de la rivière Gueule, près du village d'Oud-Valkenburg. Le canal autour de la maison est alimenté par l'eau du Molenbeek (ruisseau du Moulin), un bras de la Gueule qui formait le bras principal de la Gueule au 16e siècle. Le château est situé au nord de l'Oud-Valkenburgerweg, la route de passage de Valkenburg à Schin op Geul.
Au bout d'une allée, on arrive à un moulin à eau puis, par une guérite, sur une place où se trouvent le château et le parvis. Le Schaloensmolen en marne de 1699 était à l'origine un moulin ban, mais ne sert aujourd'hui que de moulin de démonstration. Dans le jardin du château, l'association locale IVN a créé un jardin botanique limbourgeois, qui est ouvert au public.

## Histoire du bâtiment

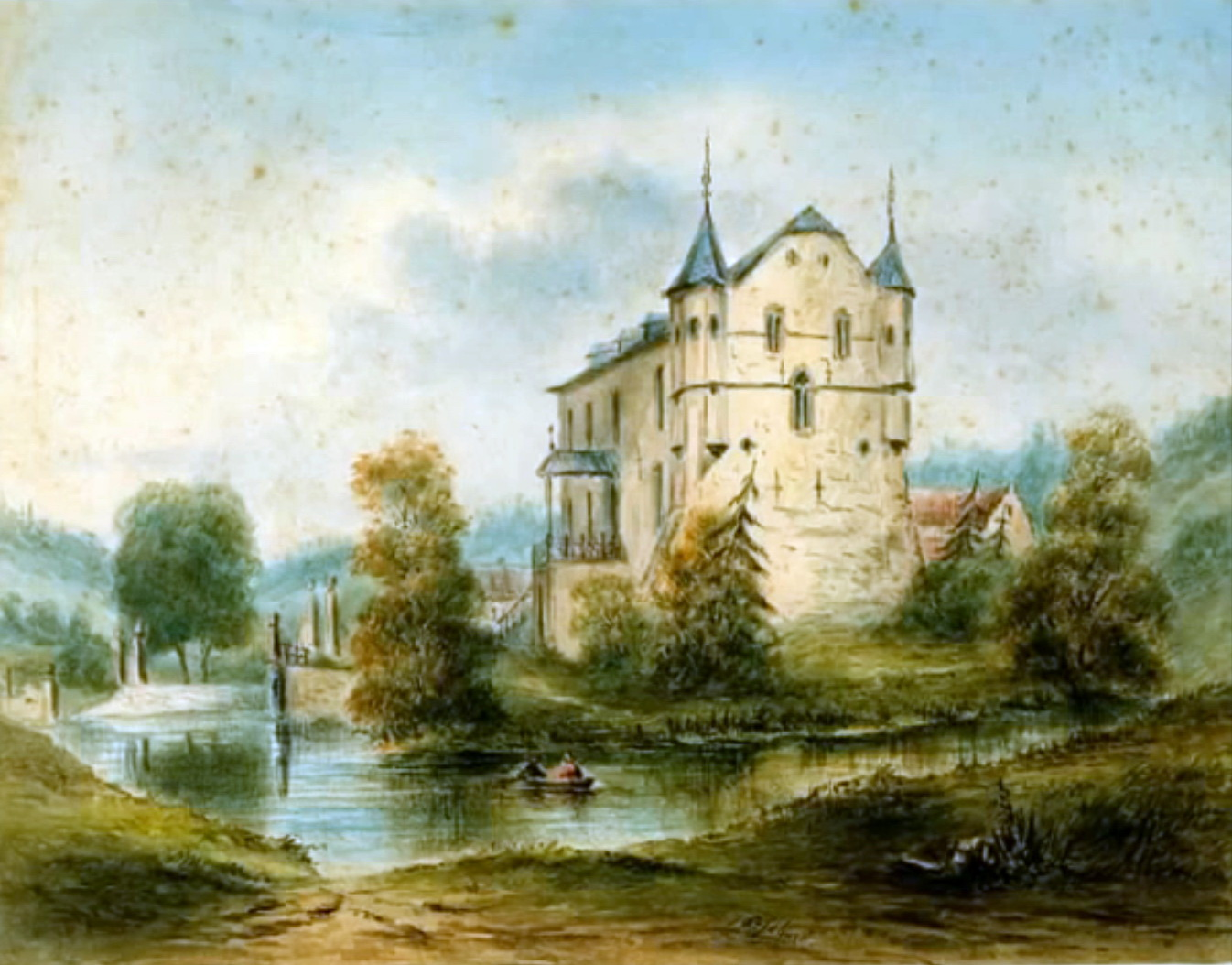
Château de Schaloen, peint par un artiste inconnu du XIXe siècle

Le château de forme rectangulaire est construit en marne et date à l'origine du 12e siècle. Il était alors un peu plus petit. Il a été agrandi au siècle suivant, mais a presque complètement brûlé en 1575. Sur la carte de Jacob van Deventer en 1550, le château doté de l'attribution Sloenes est clairement visible dans sa forme actuelle. Au milieu se trouve une tour d'habitation avec une extension comme entrée. Une aile a été ajoutée des deux côtés. Les tourelles datent du 16e siècle. Un large canal entoure le château.
Johan Reinier Hoen van Cartils a restauré le château en 1656, après des années de vacance. Une inscription en latin indique qu'après l'incendie de 1575, le couple Hoen van Cartils et Johanna Maria van der Merwijck a sauvé et restauré le bâtiment. L'état en 1656 est également celui d'un bâtiment rectangulaire de 4 étages sous un toit à pignon et doté d'une cave voûtée. Les différents types de marne montrent que des matériaux ont été réutilisés lors des différentes restaurations. Des restaurations ont suivi en 1721 et 1738. En 1721, une grange dîmière est également construite, qui sert aujourd'hui d'hôtel.
Après l'occupation française en 1814, le château devient la propriété de la famille De Villers Masbourg d'Eclaye. En 1894, ils font restaurer le château en profondeur par l'architecte Pierre Cuypers dans un style néogothique et le château prend son aspect actuel avec une tour ouest attenante, une tour d'escalier à l'avant et des tourelles en arc surélevées. Les façades reçoivent une nouvelle disposition plus régulière, la façade avant dotée d'une baie vitrée et la façade arrière d'un balcon. L'intérieur est également rénové.
Après le cantonnement des soldats américains à la fin de la Seconde Guerre mondiale (1946), la maison a été complètement détruite à l'intérieur. Après une restauration en 1956, le bâtiment principal était à nouveau habitable.
La cour extérieure, côté ouest, daterait du Moyen-Âge en raison de sa forme ovale. Elle est construite en briques avec des couches de marne. Les murs coupe-feu ont des pignons à gradins. Les entrées ont des portes en arc en plein cintre. Au-dessus de l'une d'elles se trouve une décoration en arc et une inscription. Des ancrages muraux portent l'inscription de l'année 1701 sur la façade. Ils indiquent probablement la restauration de Gerard Ernst Hoen van Cartils. Au cours de la seconde moitié du XXe siècle, un café avec un jardin de thé a été aménagé en partie. Depuis 1986, des appartements d'hôtel sont installés dans le château.
La guérite, rénovée en 1718, se trouve derrière un pont sur le canal. Elle est également construite en marne et possède un toit en croupe. Au-dessus de la porte ronde se trouve un tympan triangulaire. En 1987, le bâtiment a été transformé en maison de gardien. Aujourd'hui, il a une fonction de restauration.

## Images

### Château

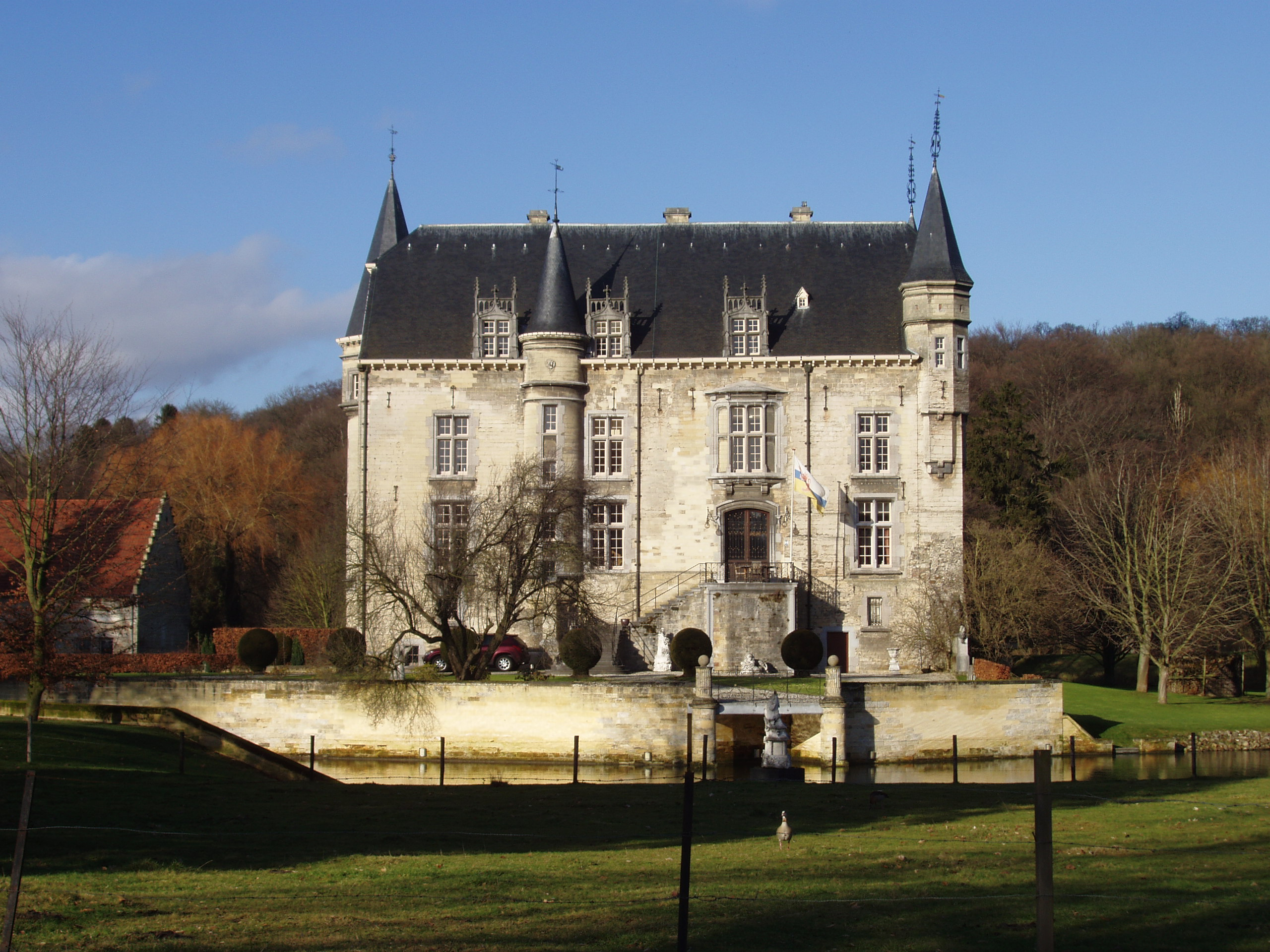
Façade ouest
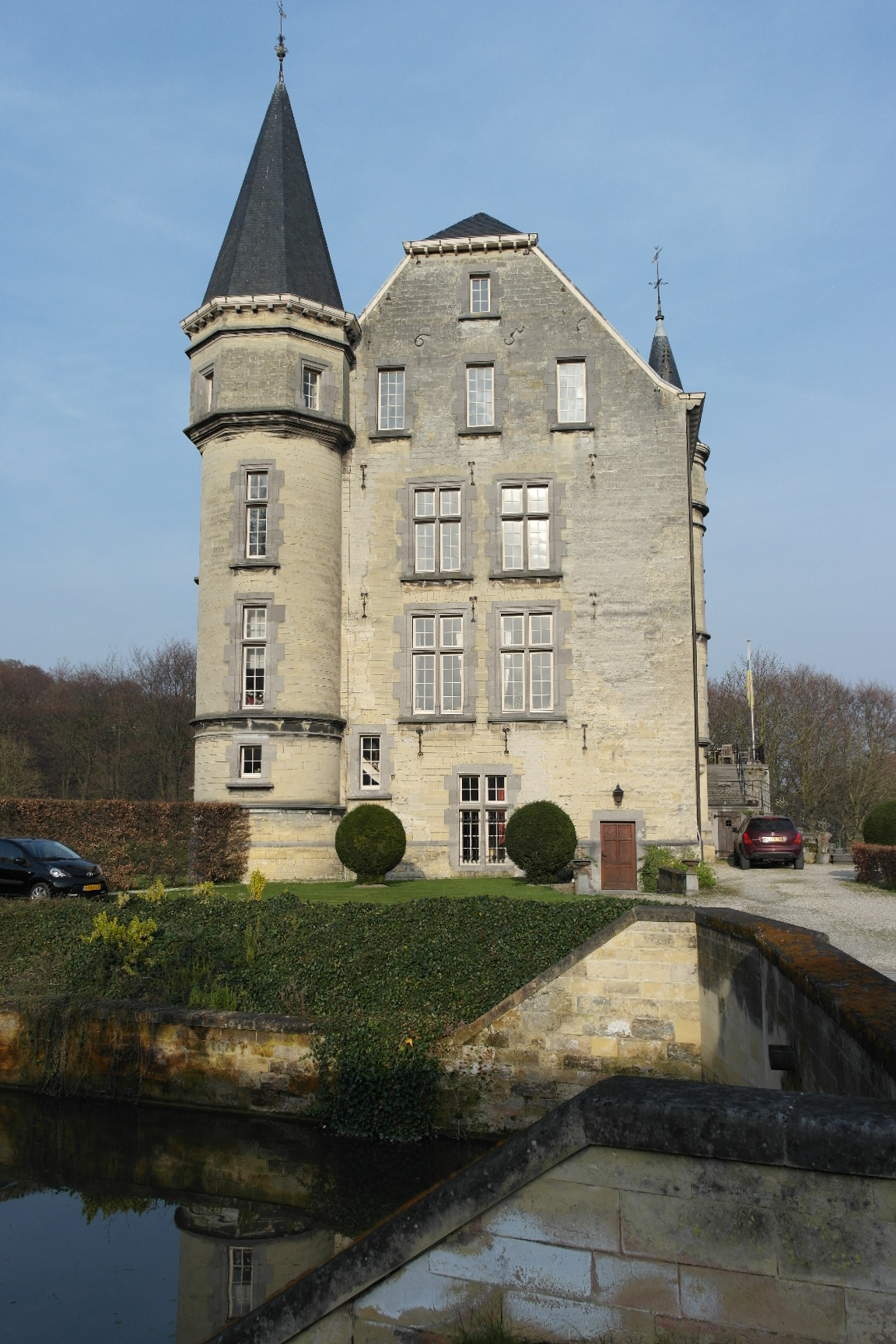
Façade sud
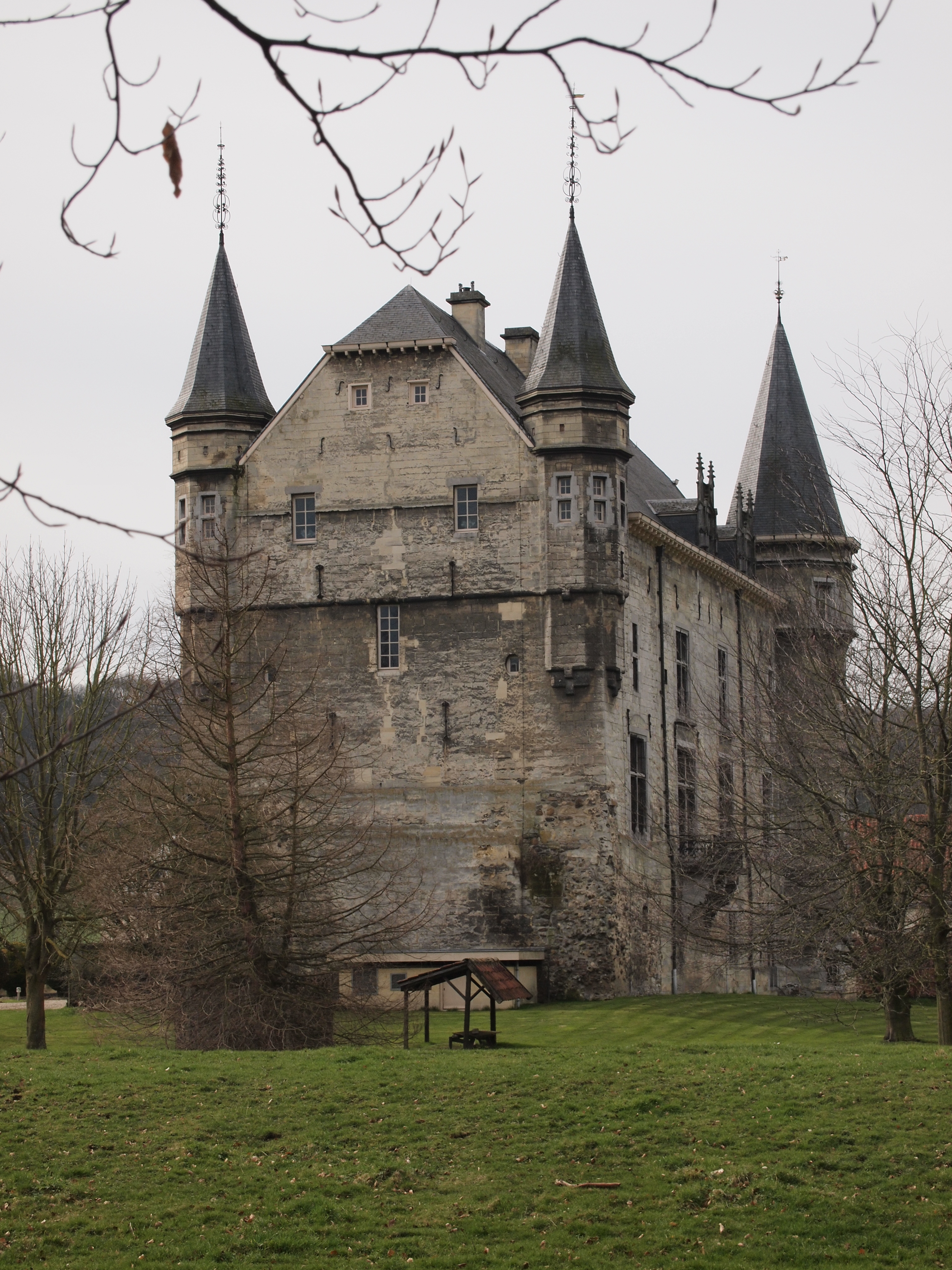
Façade nord
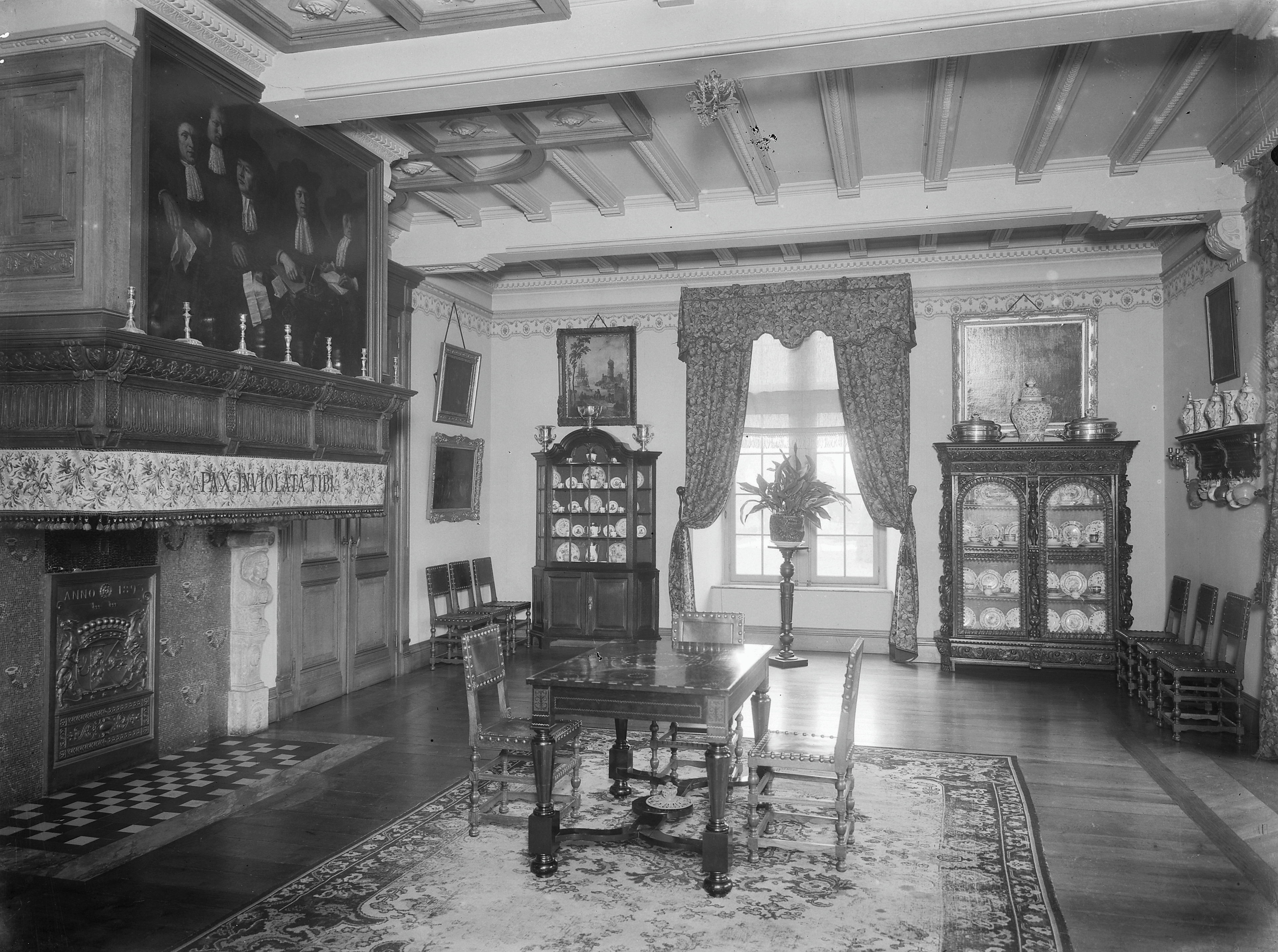
Intérieur début XXe siècle

### Dépendances

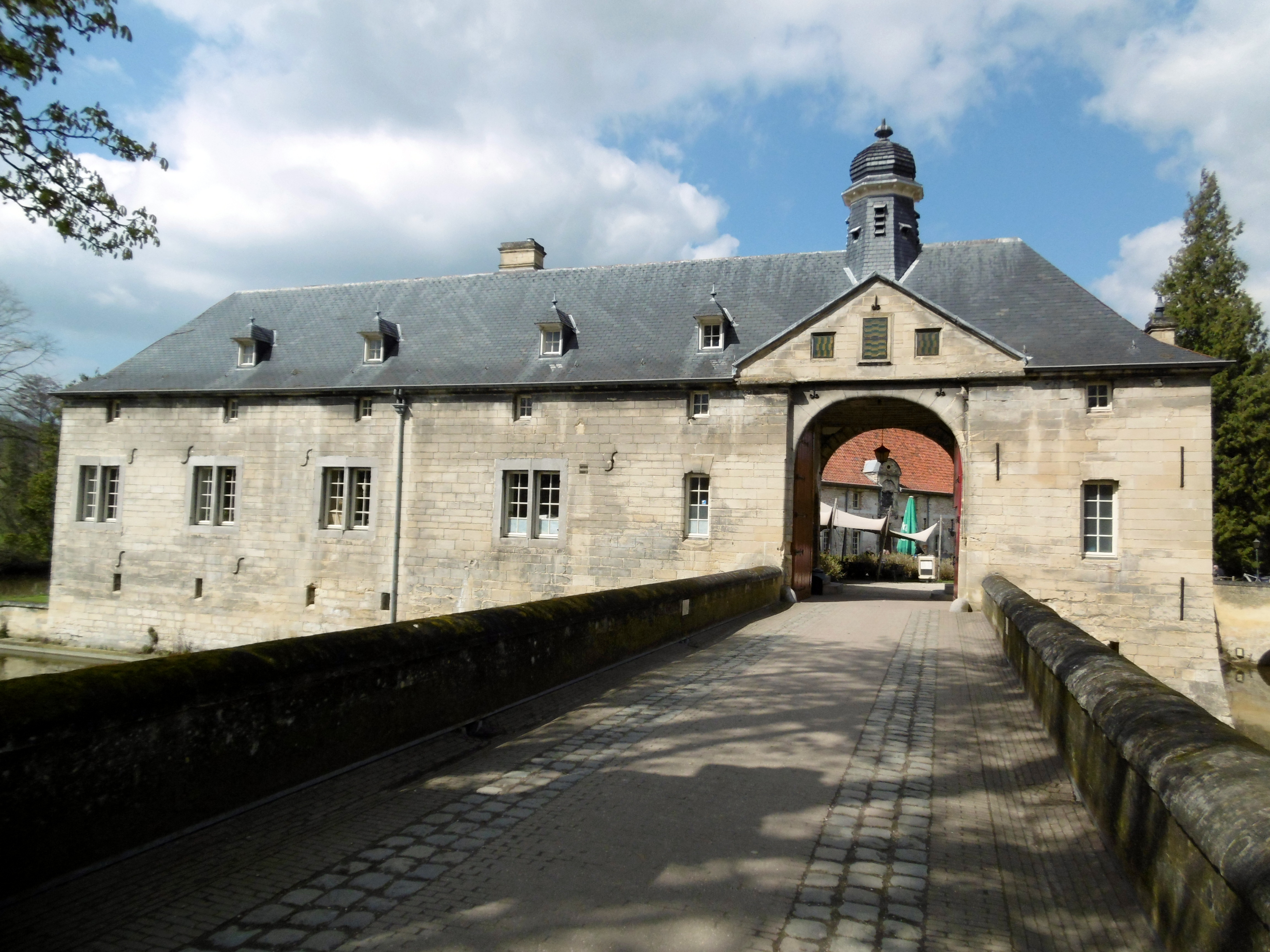
Corps de garde
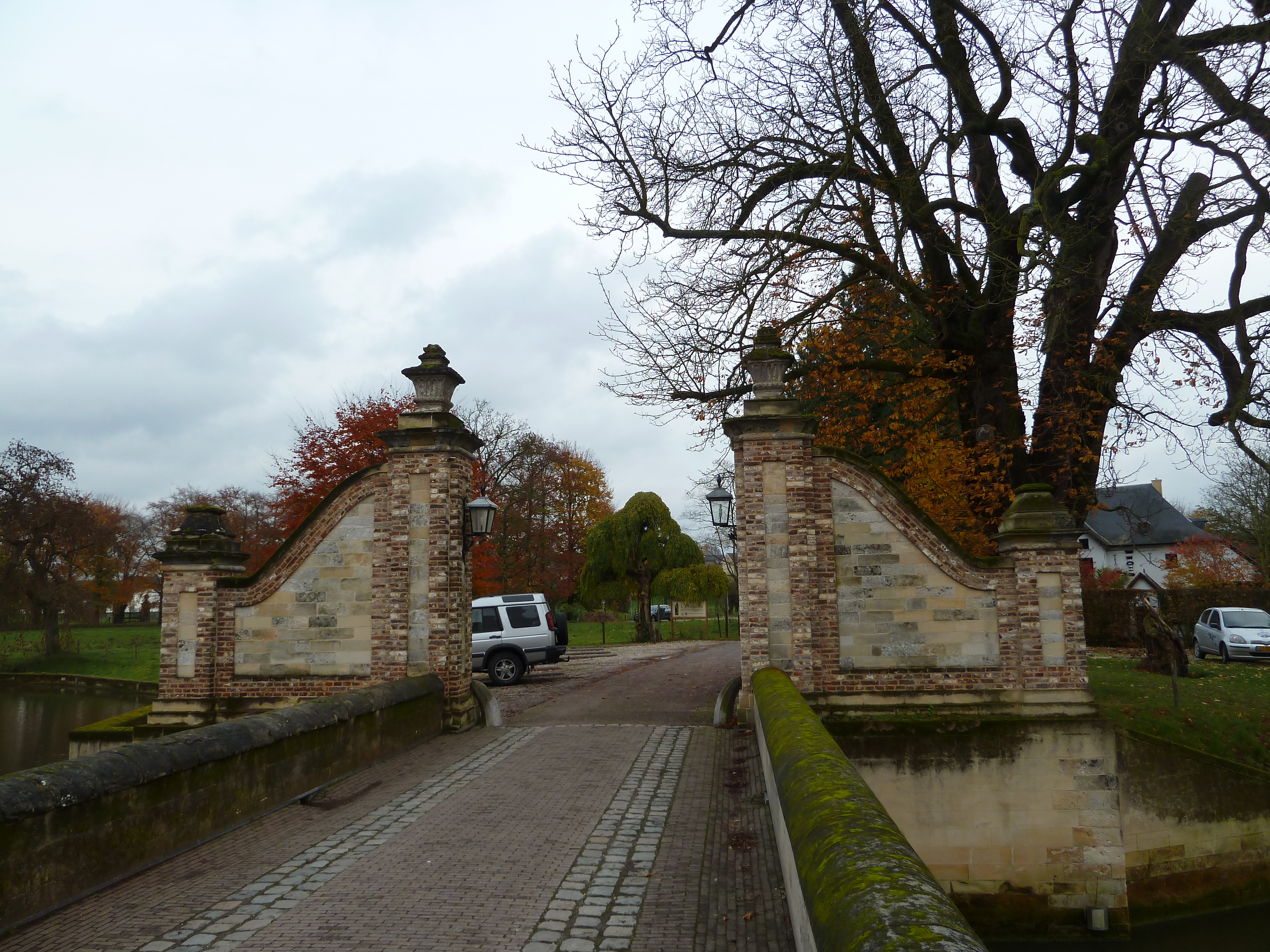
Piliers
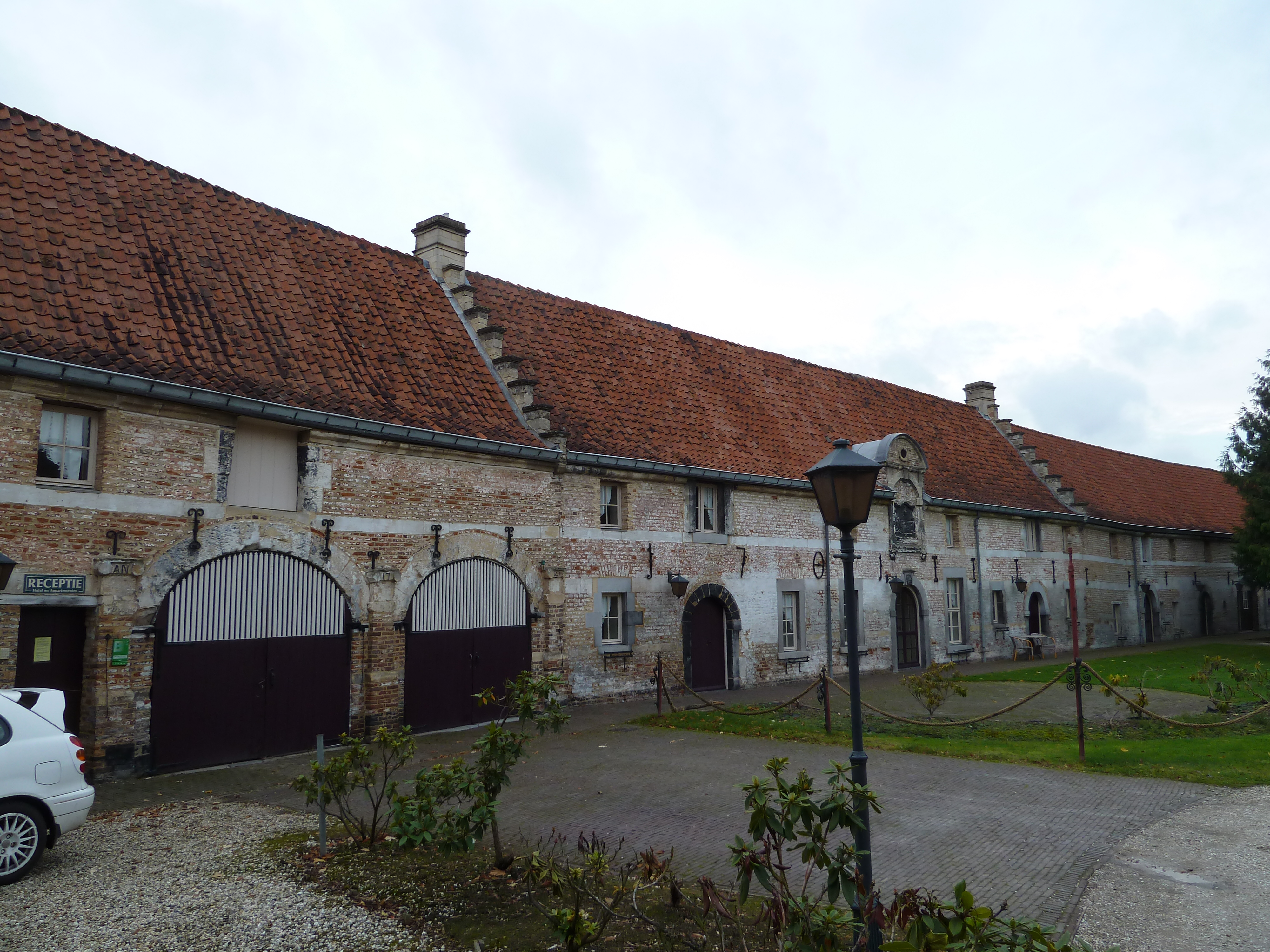
Dépendances
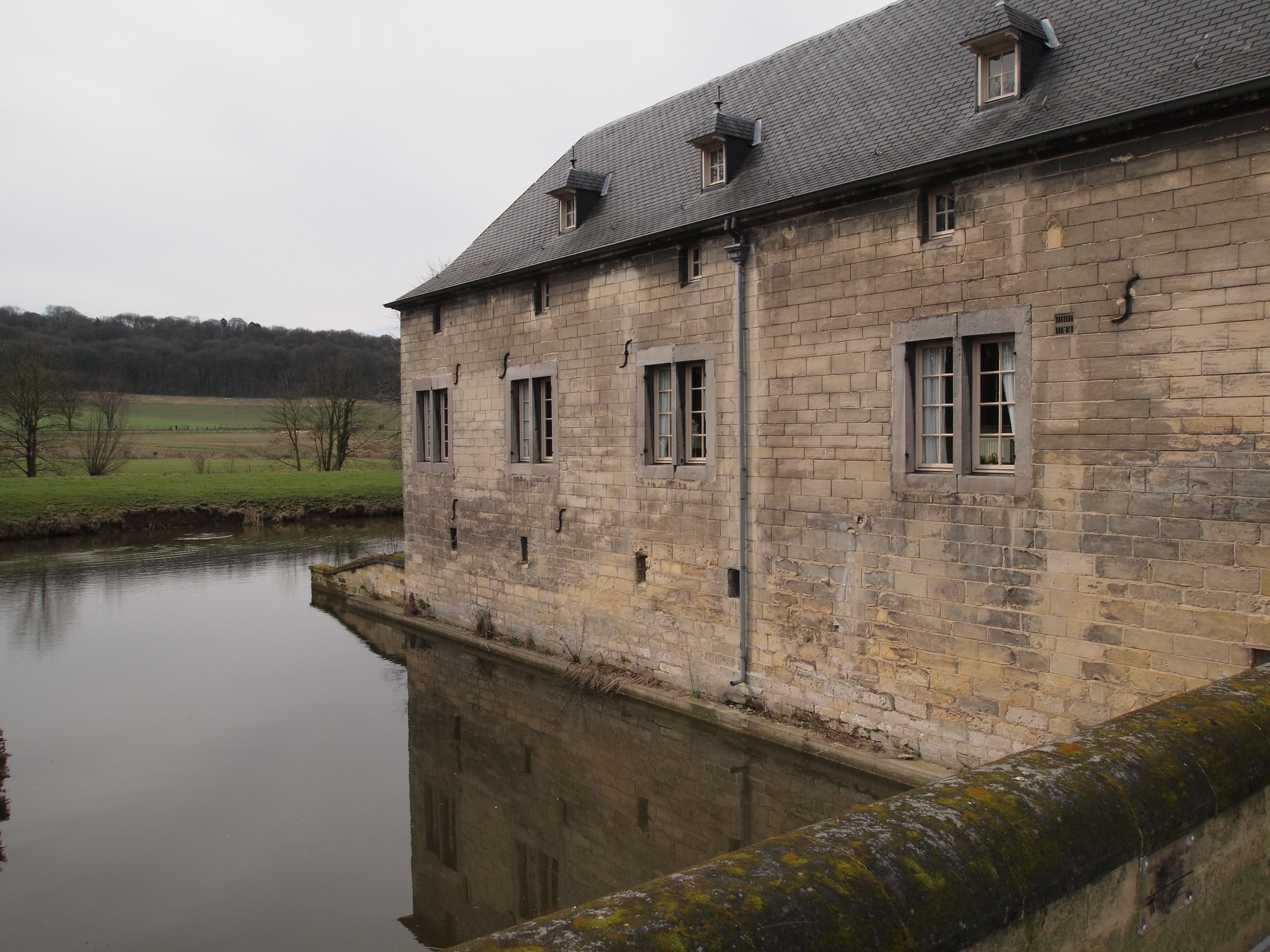
Détail de la ferme du château

### Jardins et terres

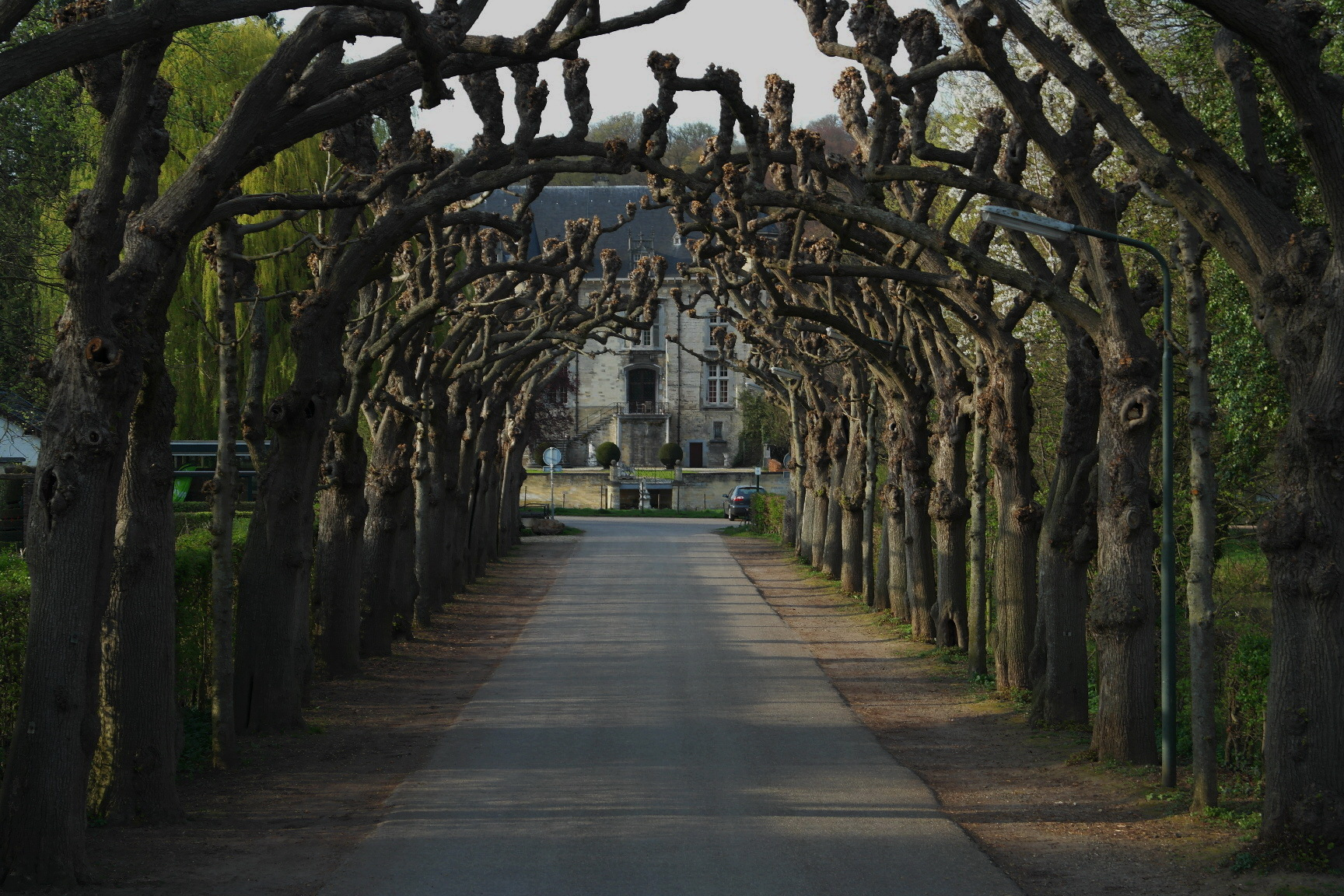
Allée bordée de tilleuls
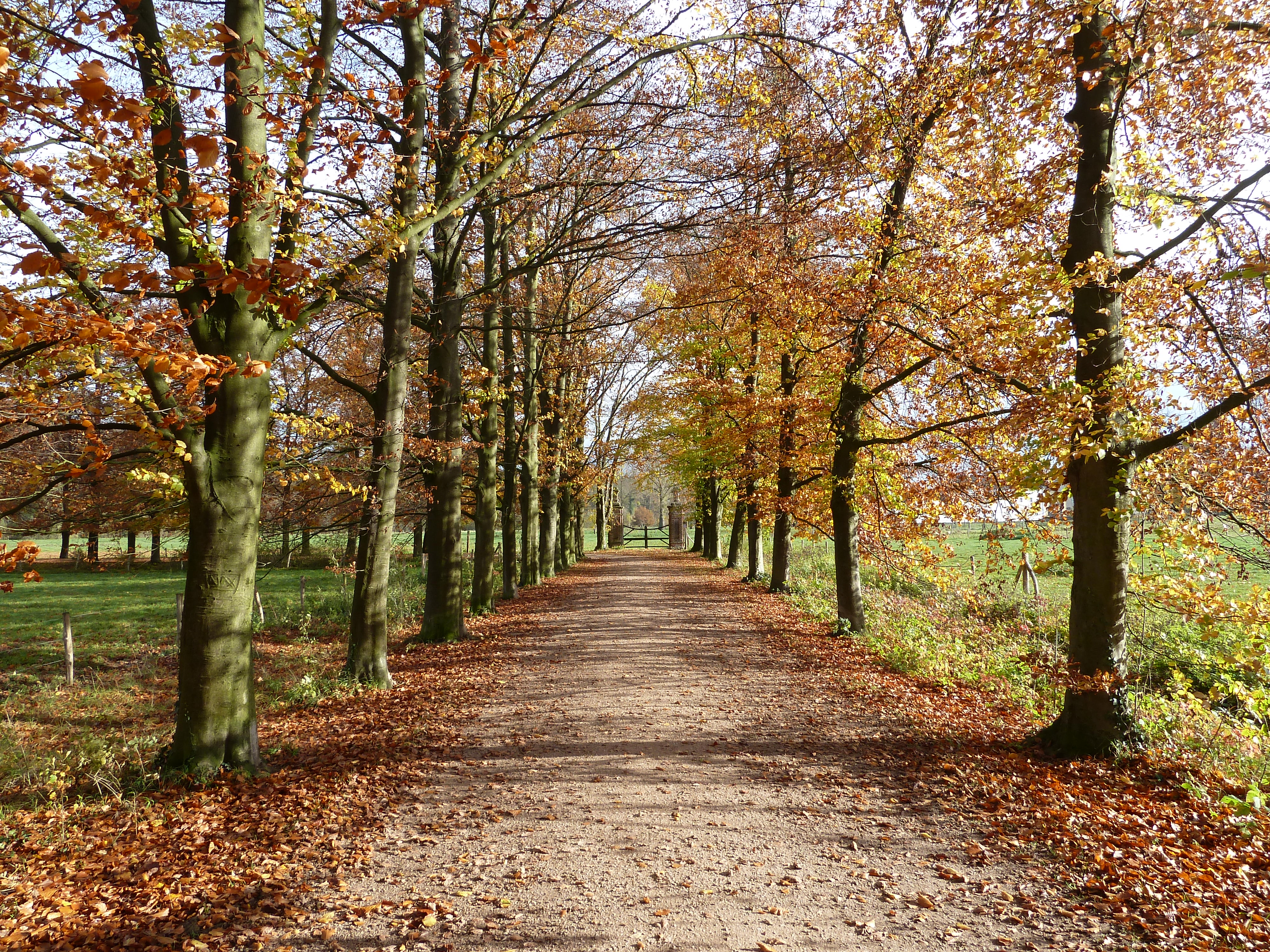
Allée côté sud
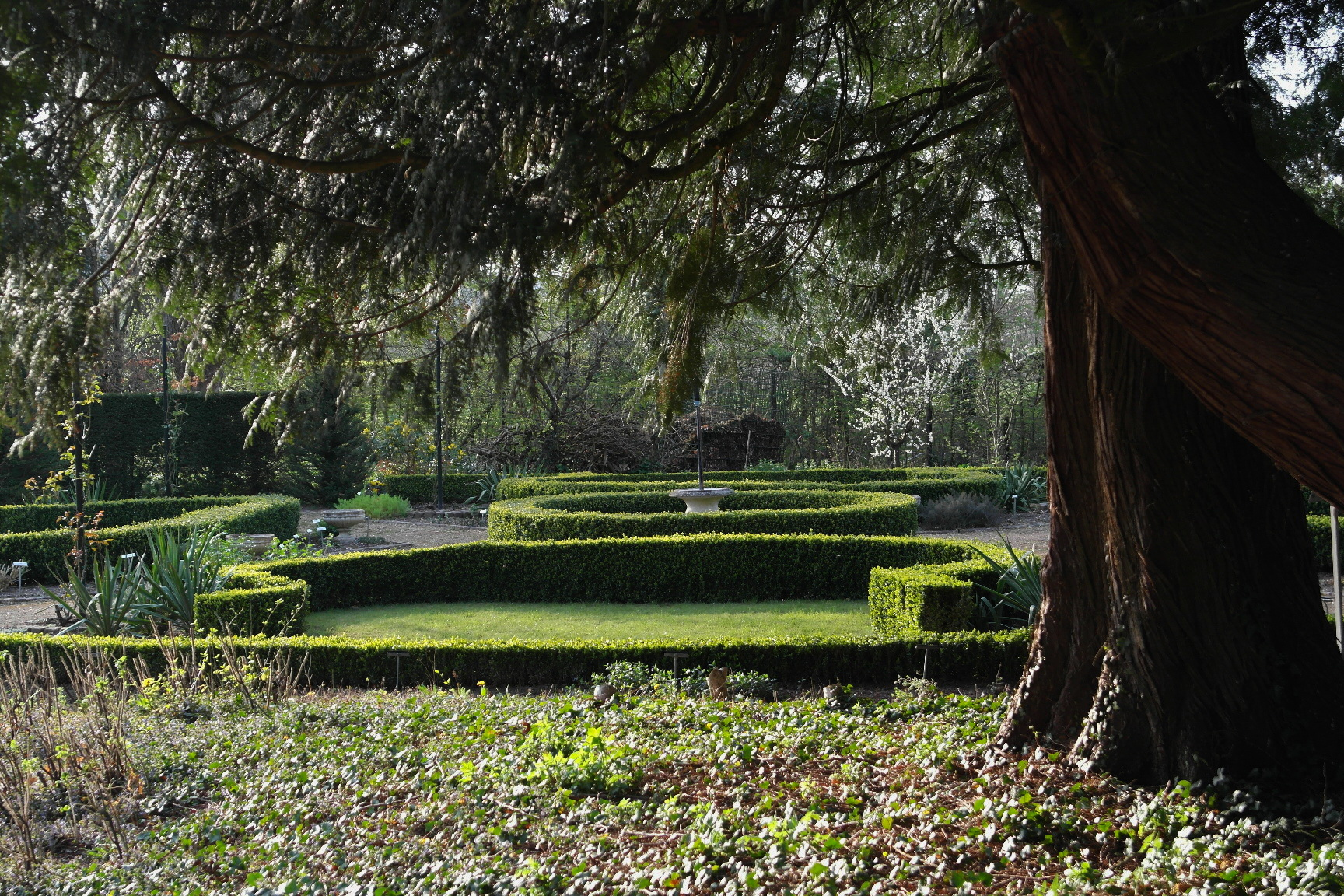
Jardin à la française
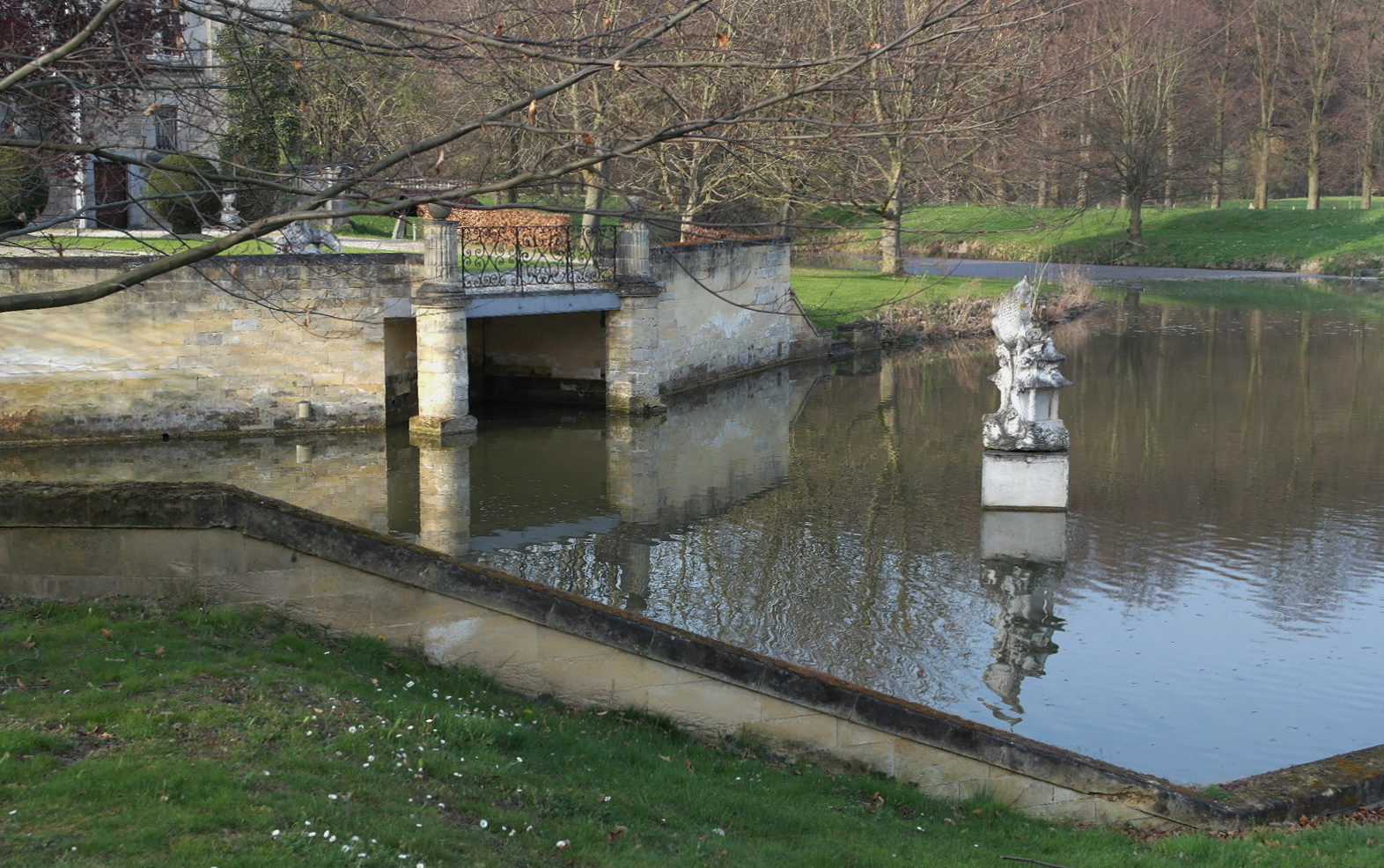
Douves et jardin du château